# Международный аэропорт имени Хорхе Ньюбери
Международный аэропорт имени Хорхе Ньюбери (исп.  Aeroparque Metropolitano Jorge Newbery), (ИАТА: AEP, ИКАО: SABE) — второй гражданский международный аэропорт Буэнос-Айреса. Расположен в районе Палермо на берегу залива Ла-Плата между набережной Рафаэля Облигадо и проспектом Леопольдо Лугонеса. Аэропорт обслуживает около 10 авиакомпаний, осуществляющих как внутренние, так и международные рейсы в Бразилию, Уругвай и Чили. Связан с городом сетью общественного транспорта и такси.

## История
Первым с инициативой строительства аэропорта выступил в 1925 году мэр города Карлос Ноэль. Однако разработка проекта и споры о месте нахождения будущего аэропорта продлились около двух десятилетий. Предложенный в 1938 году проект аэропорта на искусственном острове, соединённом дамбой с Авенида Хенераль Пас, не был осуществлён. В 1945 году началось строительство аэропорта по проекту Виктора Акуньи на территории осушенного болота. Его открытие состоялось в 1947 году. Первоначально он носил название аэропорта 17 октября (исп. Aeroparque 17 de Octubre) в честь так называемого дня лояльности 17 октября 1945 года, когда после массовых демонстраций в стране был освобождён из тюрьмы на острове Мартин-Гарсия президент Перон. После военного переворота 1955 года, приведшего к изгнанию Перона, аэропорт был переименован в честь погибшего в 1914 году пионера аргентинской авиации Хорхе Ньюбери.
Оборудованный километровой взлётной полосой аэропорт начал осуществлять регулярный рейсы внутри Аргентины, а также в соседний Уругвай в январе 1948 года. Первый терминал был достроен в 1951 году, а длина взлётной полосы была увеличена до полутора километров. В дальнейшем территория аэропорта и длина взлётно-посадочных полос неоднократно увеличивалась, строились новые терминалы. Работы по реконструкции аэропорта прошли в 1955, 1960, 1982, 2007 и 2011—2014 годах.
В восточной части аэропорта находится зона, находящаяся под контролем аргентинских ВВС, где базируются воздушные суда президентского авиаотряда, предназначенные для перевозки президента и высшего политического и военного руководства страны.

## Происшествия
- Катастрофа BAC 1-11 под Буэнос-Айресом 7 мая 1981 года
- Катастрофа Boeing 737 в Буэнос-Айресе 31 августа 1999 года